# Kaghnut
Kaghnut (en arménien Կաղնուտ ; jusqu'en 1949 Moghes) est une communauté rurale du marz de Syunik en Arménie. En 2008, elle compte 93 habitants.